# Mètode de Tschirnhaus
El mètode de Tschirnhaus, dissenyat i desenvolupat per Ehrenfried Walter von Tschirnhaus, és un intent de resoldre el punt clau de la teoria d'equacions de trobar un mètode general de solució de l'equació polinòmica. Aquest mètode intenta reduir l'equació que es vol resoldre a una altra equació de grau inferior. Aquest mètode falla d'alguna manera per les equacions de grau major o igual a cinc que tenen un grup de Galois no resolt.